# Cadre-47/2-Weltmeisterschaft 1967

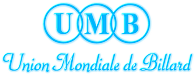
Logo UMB (ausrichtender Verband)

Veranstaltungsort: Kairo

Die Cadre-47/2-Weltmeisterschaft 1967 war die 38. Weltmeisterschaft, die bis 1947 im Cadre 45/2 und ab 1948 im Cadre 47/2 ausgetragen wurde. Das Turnier fand vom 6. bis zum 10. Februar 1967 in Kairo statt. Es war die einzige Cadre-Weltmeisterschaft in Ägypten.

## Geschichte
Bei dieser Weltmeisterschaft in Kairo wurden alle bisher erzielten Weltrekorde deutlich überboten. Der Franzose Jean Marty spielte als Erster im Cadre 47/2 mit 102,85 einen Generaldurchschnitt (GD) von über 100 Punkten pro Aufnahme. Eine Partie beendete er in nur einer Aufnahme. Also 400,00. Damit überbot er auch die Höchstserie von Joseph Vervest um 34 Punkte auf 400. Zu dieser Zeit konnten Weltrekorde nur bei Weltmeisterschaften aufgestellt werden. Bei Europameisterschaften wurden einige Rekorde bereits erreicht. 1958 in Gent beendete der Niederländer Piet van de Pol als Erster international eine Partie bis 400 in nur einer Aufnahme. Diesen Rekord egalisierte Martinus Wijnen 1965 in Heerlen und Jean Marty 1966 in Bern. Hier spielte Marty auch schon einen GD von 94,26.

## Turniermodus
Es wurde im Round Robin System bis 400 Punkte gespielt. Bei MP-Gleichstand wird in folgender Reihenfolge gewertet:
1. MP = Matchpunkte
2. GD = Generaldurchschnitt
3. HS = Höchstserie

## Abschlusstabelle
| MP    | Match Points (Sieger = 2; Unentschieden = 1; Verlierer = 0) |
| Pkte. | Erzielte Karambolagen                                       |
| Aufn. | Benötigte Versuche                                          |
| GD    | Generaldurchschnitt                                         |
| BED   | Bester Einzeldurchschnitt eines Spielers                    |
| HS    | Höchstserie                                                 |
|       | Bester GD des Turniers                                      |
|       | Bester ED des Turniers                                      |
|       | Beste HS des Turniers                                       |
|       | 1. Platz (Gold)                                             |
|       | 2. Platz (Silber)                                           |
|       | 3. Platz (Bronze)                                           |

| Platz                      | Name                | MP   | Pkte. | Aufn. | GD     | BED    | HS  |
| -------------------------- | ------------------- | ---- | ----- | ----- | ------ | ------ | --- |
| 1                          | Jean Marty          | 17:1 | 3600  | 35    | 102,85 | 400,00 | 400 |
| 2                          | Hans Vultink        | 15:3 | 3312  | 68    | 48,70  | 133,33 | 375 |
| 3                          | Antoine Schrauwen   | 12:6 | 2860  | 54    | 52,96  | 200,00 | 318 |
| 4                          | Osvaldo Berardi     | 12:6 | 2830  | 63    | 44,92  | 200,00 | 347 |
| 5                          | José Galvez         | 12:6 | 3314  | 76    | 43,60  | 200,00 | 388 |
| 6                          | Joseph Vervest      | 8:10 | 2576  | 63    | 40,88  | 66,66  | 219 |
| 7                          | Siegfried Spielmann | 6:12 | 2448  | 63    | 38,85  | 80,00  | 248 |
| 8                          | Kōya Ogata          | 6:12 | 1849  | 86    | 21,50  | 33,33  | 196 |
| 9                          | Mustafa Diab        | 2:16 | 1381  | 107   | 12,90  | 11,76  | 98  |
| 10                         | Khalil Diab         | 0:18 | 984   | 91    | 10,81  | –      | 90  |
| Turnierdurchschnitt: 35,62 |                     |      |       |       |        |        |     |